# Tucker’s Town
Tucker's Town – miejscowość na Bermudach.